# Cetrorelix
Cetrorelix, vendido sob a marca Cetrotide, é um medicamento usado no tratamento de fertilidade para prevenir a ovulação precoce em mulheres que recebem estimulação ovárica.  É administrado por injeção sob a pele. 
Os efeitos secundários comuns incluem síndrome de hiperestimulação ovárica, náuseas e dor de cabeça.  Outros efeitos secundários podem incluir anafilaxia e problemas hepáticos.  O uso durante a gravidez pode prejudicar o bebé.  É um bloqueador da hormona libertadora de gonadotrofina (GnRH). 